# アートアニメスタジオ
有限会社アートアニメスタジオ（英: Art Anime Studio Corporation）は、大田区に所在する日本のアニメ制作会社。

## 概要
1964年10月設立。アニメーション制作のほか、マンガ制作や3DCG制作、通信講座を手がけるなど業務内容は多岐に渡る。
アニメーション制作においては、主にエイケン作品のグロス請けを手がけることが多い。

## 主な作品

### テレビアニメ
- サザエさん（制作元請：エイケン、制作協力：1969年 - 放送中）
- おんぶおばけ（制作元請：エイケン、制作協力：1972年 - 1973年）
- 冒険コロボックル（制作元請：エイケン、制作協力：1973年 - 1974年）
- ダメおやじ（制作元請：ナック、制作協力：1974年）
- てんとう虫の歌（制作元請：タツノコプロ、撮影：1974年 - 1976年）
- ジムボタン（制作元請：エイケン、制作協力：1974年 - 1975年）
- UFO戦士ダイアポロン（制作元請：エイケン、制作協力・撮影：1976年 - 1977年）
- ドン・チャック物語（制作元請：ナック、撮影：1975年 - 1978年）
- タイムボカン（制作元請：タツノコプロ、撮影：1975年 - 1976年）
- キャプテン（制作元請：エイケン、制作協力：1980年 - 1983年）
- どんべえ物語（制作元請：エイケン、制作協力：1981年）
- ジャンケンマン（制作元請：葦プロダクション、撮影：1991年 - 1992年）
- ああ播磨灘（制作元請：イージーフィルム、撮影：1992年）
- クッキングパパ（制作元請：エイケン、撮影：1992年）
- あしたへフリーキック（制作元請：葦プロダクション、撮影：1992年 - 1993年）
- 信長の忍び（制作元請：TMS/V1Studio、仕上げ：2017年）

### 劇場映画
- キャプテン（制作元請：エイケン、制作協力：1981年）
- アルスラーン戦記II（制作元請：アウベック、撮影協力：1992年）

### OVA
- おしゃかさま ー釈尊物語ー（製作：ビデオジャポニカ、制作元請：1982年）
- あいうえおアニメ 世界名作童話全集（制作元請：みゆきプロダクション、撮影：1988年 - 1989年）
- アリーズ　-神話の星座宮-（制作元請：スタジオ・ザイン、撮影：1990年）
- 暴走戦國史 スペクター誕生（制作元請：みゆきプロダクション、撮影：1991年）
- 幼稚園戦隊げんきっず（制作元請：童話舎、制作協力：1994年）

### 絵本
- ビデオ教育絵本 おしゃかさまのおはなし（文：花岡大学、発行：ビデオジャポニカ、絵：1980年）

### ゲーム
- ティンクルスタースプライツ（制作元請：スタジオライブ、制作協力：1996年）

## 関連人物

### アニメーター・演出家
- 立場良

## 関連企業
- エイケン